# Mirandesa
La mirandesa est une race bovine portugaise.

## Origine
Elle vient du district de Bragance. Les experts sont partagés quant à son origine, soit du rameau ibérique, soit du rameau brun. Elle provient d'une population bovine locale qui a été homogénéisée grâce à la mise en place de concours agricoles à partir de 1865. Les plus beaux taureaux ont essaimé autour de la station zootechnique de miranda de Douro. Le registre généalogique date de 1959. Dans la seconde moitié du XXe siècle, les effectifs ont décru avec la mécanisation des campagnes, les croisements et la concurrence de races lourdes et à haute vitesse de croissance: charolaise et limousine.
Les effectifs sont passés de 54 000 animaux en 1984 à 5 000 en 2004. Un plan de sauvegarde est en cours de mise en place et a permis la remontée de la population à 10 000 en 2013.

## Morphologie
Elle porte une robe châtain plus ou moins sombre, avec une pigmentation plus soutenue chez le mâle sur la tête, le garrot et l'arrière train.  
C'est une race de taille moyenne avec 130 cm au garrot pour les vaches et 140 cm pour les taureaux et respectivement >600 kg à 900-1 000 kg. La tête est ornée de cornes blanches à pointes relevées et sombres entre lesquelles un toupet de longs poils occupe le front. Le museau est court et légèrement concave.

## Aptitudes

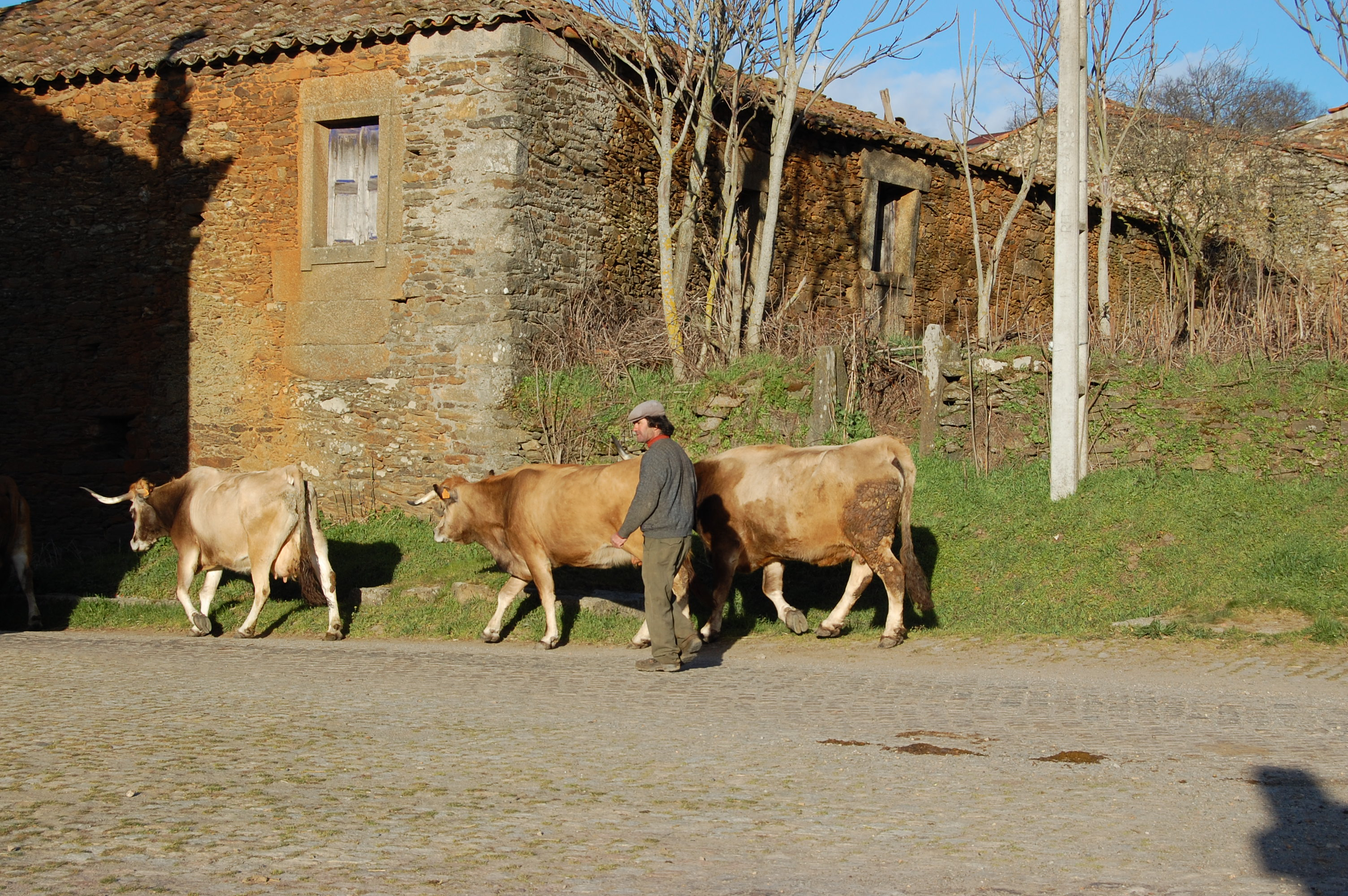
Troupeau dans un village.

C'est une race rustique fondée sur des siècles d'élevage dans un milieu peu propice. Elle peut accumuler des réserves qu'elle peut utiliser durant les périodes de disette. Elle est peu sensible aux maladies, est fertile, a un vêlage aisé jusqu'à quinze ans et un fort instinct maternel, protégeant son veau contre les loups. Les soins vétérinaires sont réduits au minimum. 
Le lait est utilisé pour la croissance des veaux. Abondant à la naissance, il diminue ensuite rapidement. La viande produite est de qualité : tendreté, saveur et jutosité exceptionnelle. Les viandes de veau et de broutards bénéficient d'une appellation d'origine protégée Outre la race mirandesa, elle est basée sur une alimentation en système extensif à l'herbe.